# Mamadou Niang (baloncestista)
Mamadou Ndiaye Niang (Thies, Senegal, 1 de enero de 1994), más conocido como Petit Niang, es un baloncestista español, nacido en Senegal, que forma parte de la plantilla del Fos Provence Basket de la Pro B, la segunda categoría del baloncesto francés. Con una altura de 2,09  metros, su posición natural en la cancha es la de pívot.

## Trayectoria
Formado en la cantera del Club Baloncesto Gran Canaria, se destacó en los Campeonatos de España, tanto en la categoría de cadetes como en la de juveniles. En 2012, en su primer año sénior, jugó en la Adecco Plata, promediando 4.9 puntos, 4.8 rebotes y 5.9 de valoración.
Pasó al año siguiente a las filas del CB Canarias, club que lo cedió al proyecto del Real Club Náutico Tenerife en la Liga EBA.
El 30 de abril de 2017 gana la Basketball Champions League, realizando un notable torneo, y siendo clave en el tramo decisivo de la final con 6 puntos.
El 24 de septiembre de ese mismo año, Petit aporta 2 puntos y 2 rebotes en poco más de 3 minutos, en la conquista de la Copa Intercontinental FIBA, siendo el segundo título que levanta en su carrera el jugador senegalés.
El 19 de julio de 2019 se oficializa su fichaje por tres temporadas con el Coosur Real Betis.
El 21 de agosto de 2021, firma por el Covirán Granada de la Liga LEB Oro, con el que logra el ascenso a la Liga Endesa tras quedar primero en la clasificación y ascender directamente.
En la temporada 2022-23, renueva su contrato con el Fundación Club Baloncesto Granada para jugar en Liga Endesa.
El 2 de agosto de 2023, firma por el Orléans Loiret Basket de la Pro B, la segunda categoría del baloncesto francés.
El 19 de agosto de 2024 fue anunciado como refuerzo del Fos Provence Basket, otro club de la Pro B francesa.